# Teresa Gil de Soverosa
Teresa Gil de Soverosa (m. c.1269) foi uma rica-dona do Reino de Portugal. Foi amante de Afonso IX de Leão.

## Biografia
Teresa era filha de Gil Vasques de Soverosa e Maria Aires de Fornelos. Esta fora amante de Sancho I de Portugal, e aquele era filho de Vasco Fernandes de Soverosa e Teresa Gonçalves de Sousa.
Teresa terá iniciado a sua relação com Afonso IX de Leão por volta de 1218, uma vez que a relação duraria cerca de doze anos e prolongar-se-ia até à morte do rei.
Surge pela última vez na documentação em 1269 e terá provavelmente falecido pouco depois.

## Descendência
Da sua relação com Afonso IX de Leão, filho de Fernando II de Leão e Urraca de Portugal, nasceram:
- Sancha Afonso de Leão (m. 1270), casou com Simão Ruiz de los Cameros, senhor de los Cameros[4] filho de Rodrigo Dias de los Cameros e Aldonça Dias de Haro. Enviuvando professou como religiosa no convento de Santa Eufémia de Cozuelos de Ojeda fundado por ele.[4]
- Maria Afonso de Leão (m. depois de julho de 1275), casou em primeiras núpcias com Álvaro Fernandes de Lara e depois (segundo Pedro Afonso, conde de Barcelos) com Soeiro Aires de Valadares[4]. Terá sido ainda amante do seu sobrinho, Afonso X de Castela.
- Martim Afonso de Leão (m. 1268/1272), casou com Maria Mendes I de Sousa, sendo fundadores do mosteiro de Sancti Spiritus, em Salamanca. Não tiveram descendência.[5]
- Urraca Afonso de Leão (m. depois de 1252), casou com Garcia Romeu,[4] senhor de Tormos, Pradilla e El Frago, e depois com Pedro Nunes de Gusmão,[4], senhor de Gusmão.